# Silvio Moser
Silvio Moser (Zurigo, 24 aprile 1941 – Locarno, 26 maggio 1974) è stato un pilota automobilistico svizzero.

## Biografia
Nato a Zurigo, si trasferì fin dall'infanzia in Ticino con i genitori a Vaglio dove suo padre aprì un negozio d'antiquariato rustico. 
Fin da giovanissimo Moser si mostrò particolarmente interessato ai motori a alle corse, alle quali iniziò a partecipare non appena possibile. Egli fece altresì parte di un gruppo di appassionati che si è creato intorno a Tommy Spichiger.
Particolarmente felice fu già la stagione del 1964 per le vittorie alla Temporada Argentina e al campionato europeo di Formula 3, che egli concluse a pari merito con Jackie Stewart.
Moser fu il primo ticinese a conquistare punti nel campionato mondiale di Formula 1, negli anni dal 1967 al 1971.
Moser, con Aldo Pessina e Pablo Foletti, organizzò nel 1967 la prima edizione di Esposauto - mostra del settore delle auto da corsa e di serie che si tenne ogni biennio a Lugano fino al 1997. Clay Regazzoni si aggiunse a loro nel 1971 formando un consolidato team di amici.
Silvio Moser morì la sera del 26 maggio 1974 verso le ore 22:15 all'ospedale La Carità di Locarno dopo un grave incidente occorsogli nella 1000 km di Monza svoltasi il giovedì 25 aprile 1974 sul circuito di Monza. Mancava un quarto d'ora al termine della gara quando, per la rottura di una sospensione, uscì di pista alla curva Ascari con la sua Lola T294 centrando un'altra vettura uscita molti giri prima e subì un forte trauma cranico. Fu trasportato prima all'ospedale Niguarda di Milano e successivamente all'ospedale di Locarno dove morì. Moser è sepolto nel cimitero comunale di Lugano.
Moser inoltre aiutò il suo amico Clay Regazzoni a entrare nel mondo delle corse portandolo alla scuderia ticinese Martinelli+Sonvico Racing Team.